# Gemmenichertunnel
De Gemmenichertunnel of Botzelaartunnel is een 870 m lange driesporige spoortunnel van goederenspoorlijn 24, op de Montzenroute, tussen de stations Montzen in België en Aachen-West in Duitsland. Een derde spoor, een strengelspoor, is voorzien in het midden van de tunnel voor het verkeer van buitengewoon vervoer dat het omgrenzingsprofiel van de twee andere sporen overschrijdt.
De tunnel ligt op de grens tussen België en Duitsland, waarbij 250 m op Belgisch grondgebied ligt. Hij vormt het hoogste punt op de Montzenroute, op een hoogte van ongeveer 260 m, en ligt op de waterscheiding tussen Geul (westen) en Worm (oosten). Vanaf de Maas stijgt de spoorlijn langzaam door verschillende tunnels en via relatief steile hellingen tot het viaduct van Moresnet dat het dal van de Geul overbrugt. Het spoor voert dan naar het westelijke tunnelportaal bij Gemmenich en gaat op een maximale diepte van 66 m onder de Vaalserberg door. 
In België is hij ook bekend onder de naam Botzelaartunnel. Op ongeveer 50 meter naast de tunnel staat op de Vaalserberg de Koning Boudewijntoren.

## Geschiedenis
De Gemmenichertunnel is in 1872 gebouwd door de Bergisch-Märkische Eisenbahn-Gesellschaft en is vernoemd naar het dorp Gemmenich. De tunnel vormde een deel van de verbinding Aachen–Bleyberg–Welkenraedt. Deze lijn zorgde voor een tweede verbinding tussen Aken en het toenmalige grensdorp Welkenraedt, naast de in 1843 geopende spoorlijn 37 via de meer zuidelijke Buschtunnel.
Tijdens de Eerste Wereldoorlog werd spoorlijn 24 gebouwd. Deze verbindt de Gemmenichertunnel via Voeren met Tongeren. Bij het Verdrag van Versailles (1919) is de grens in de tunnel een klein stuk verschoven. Sinds de bouw is de tunnel steeds door de Duitse spoorwegen geëxploiteerd, eerst door de Bergisch-Märkische Eisenbahn-Gesellschaft en vervolgens door de Deutsche Reichsbahn, de Deutsche Bundesbahn, en sinds 1994 door de Deutsche Bahn. In 1952 werd het oorspronkelijke traject ten westen van de tunnel (spoorlijn 39, via Plombières naar Welkenraedt) uit gebruik genomen.
Tussen 1989 en 1991 is de tunnel ten behoeve van een latere elektrificatie uitgebouwd. Het tot 77 cm dikke metselwerk werd vervangen door een 17 cm dikke spuitbetonwand. Ook werd een strengelspoor aangelegd, voor treinen met een overschrijding van het omgrenzingsprofiel. Bij gebruik van het strengelspoor, kan geen tegemoetkomend verkeer in de tunnel kruisen. In 2008 werd de tunnel geëlektrificeerd middels een stroomrail aan het tunneldak.

### Afbeeldingen

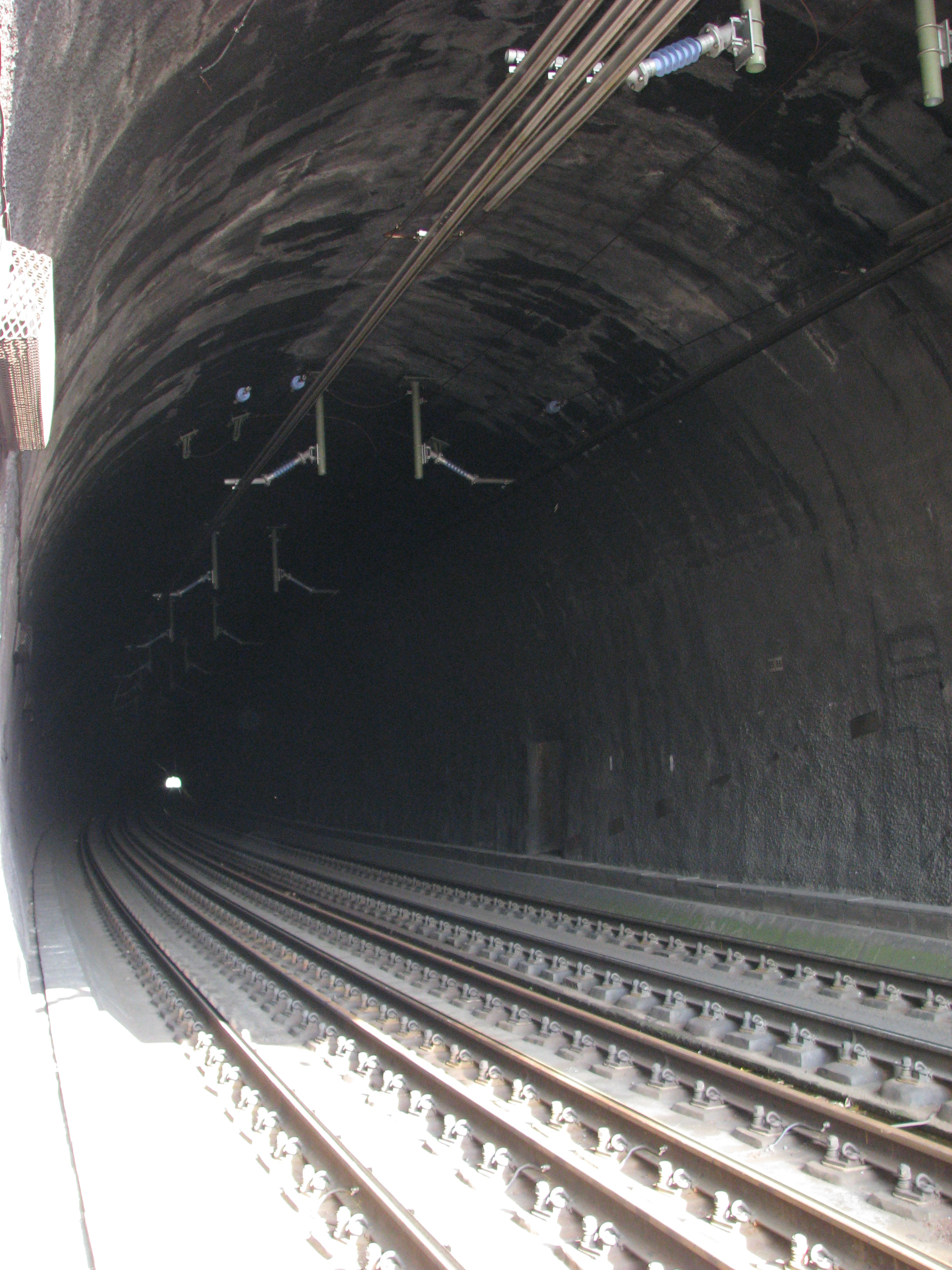
De Gemmenichertunnel met het strengelspoor en de stroomrails aan het tunneldak
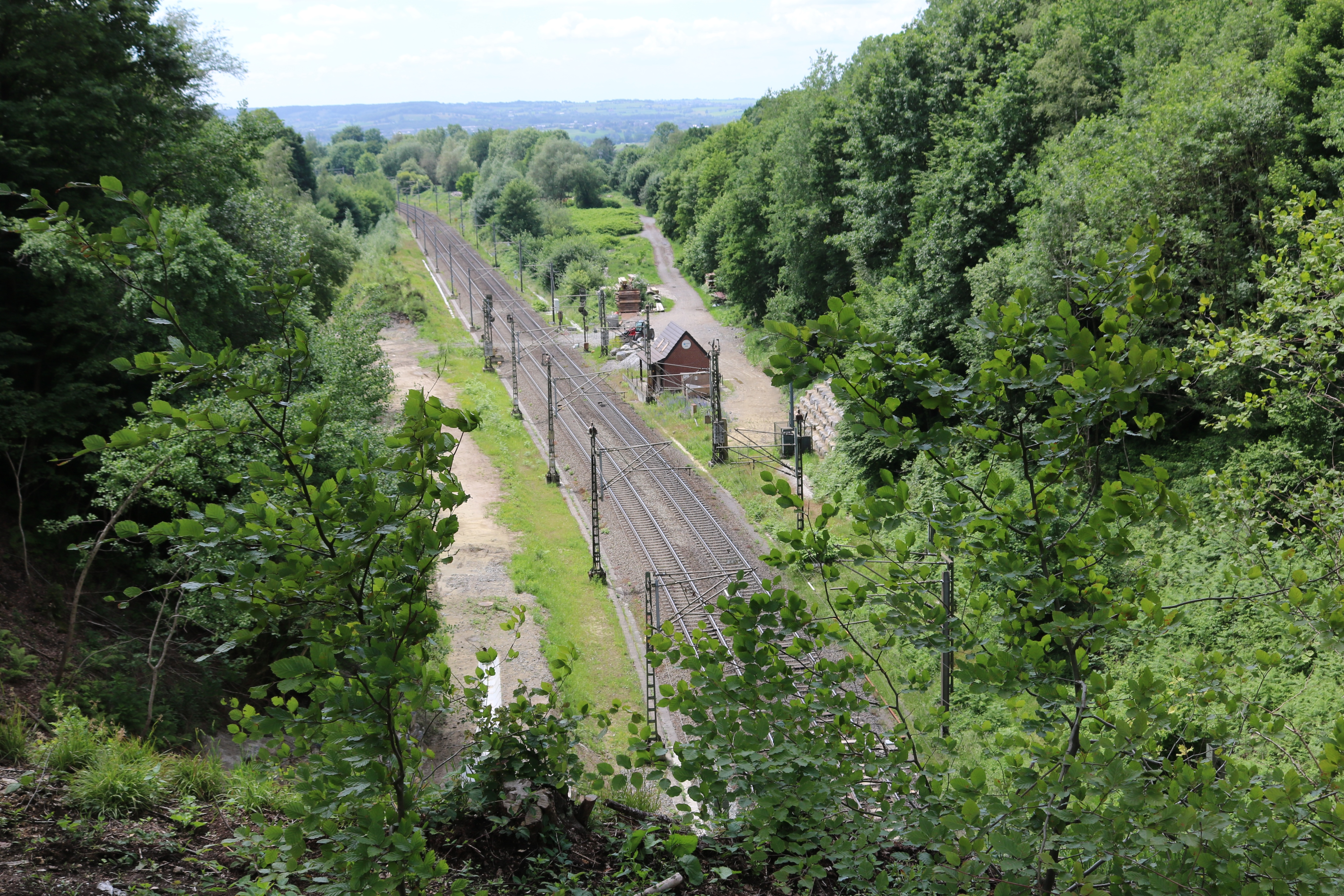
Voormalige halte Botzelaer en ingang Gemmenichertunnel (Belgische zijde)
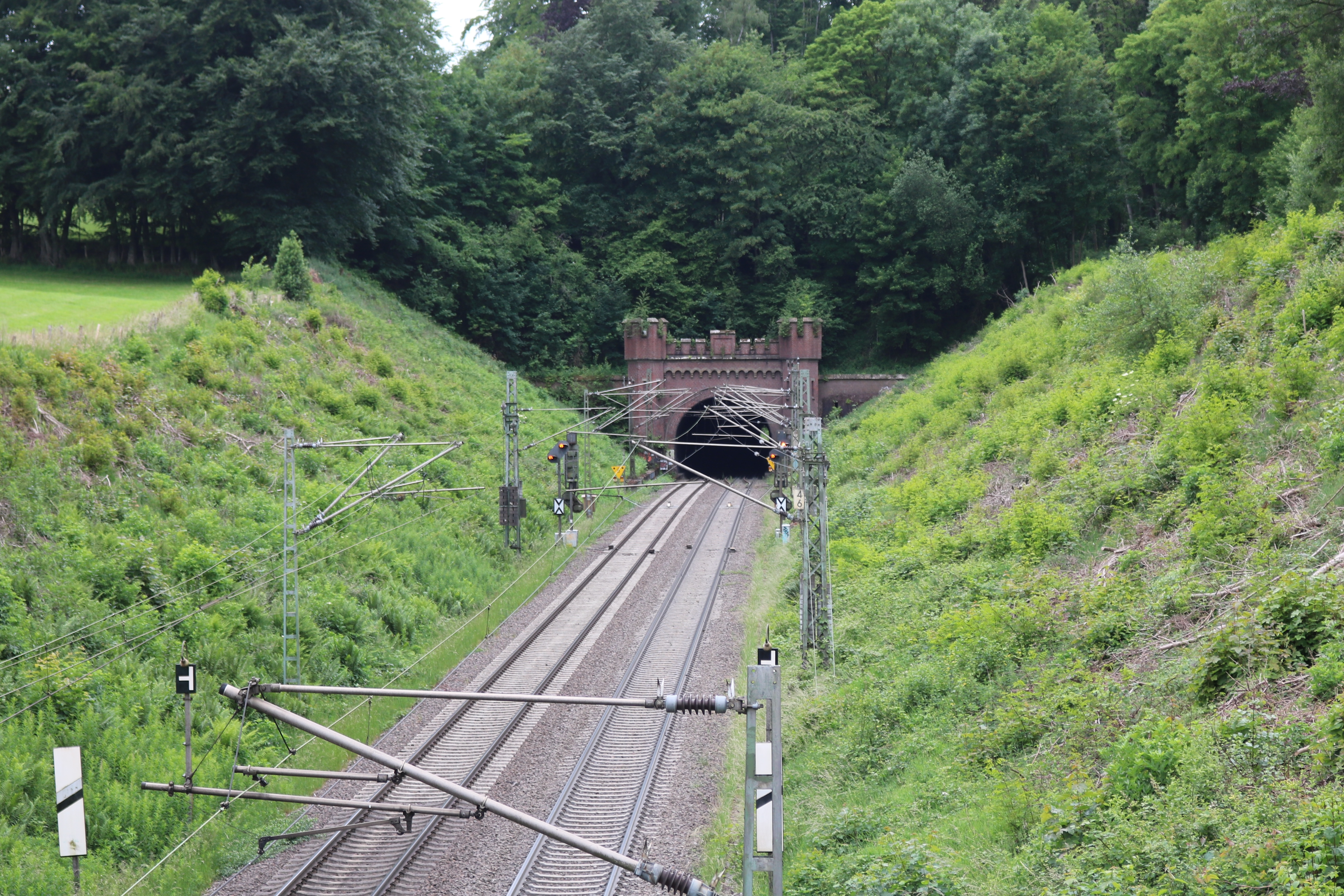
Oostelijk portaal van de Gemmenicher Tunnel (Duitse zijde)